# Kula trans
Kula trans AD je autotransportno preduzeće iz Kule u republici Srbiji.

## Istorijat
Preduzeće je osnovano 1950. godine i ima 250 zaposlenih. Zvanična delatnost je prevoz putnika i robe u drumskom saobraćaju. "Kulatrans" ima pored autobuske stanice u Kuli i one u Crvenki i Sivcu. U svom posedu pored 25 autobusa (od čega je 15 turističkih) ima i 30 savremenih "mercedesovih" kamiona kojima vrši unutrašnji i međunarodni transport. Takođe u vlasništvu ima i 30 kvadrata poslovnog prostora na robnom terminalu za teški transport u zagrebačkom naselju Jankomir, na izlazu prema Ljubljani.

## Kula Trans turistička agencija
U okviru Kulatransa posluje turistička agencija koja organizuje đačke ekskurzije, grupna putovanja, letovanja, usluge iznajmljivanja autobusa. Do sada su uspešnu saradnju ostvarili sa OŠ Petefi Brigada iz Kule, OŠ " Isa Bajić", Kula, OŠ " Nikola Tesla", Lipar, STŠ "Mihailo Pupin", Kula, sindikatom šećerane "Crvenka", KPZ "Kula, PU "Bambi", FK "Lipar", KK "Hajduk-Kulska banka", "Limes", Kula, Dom sindikata Kula.

## Preduzeće danas
Godine 2007 preduzeće je kupila kompanija "Jerković grupa". Godine 2009 republička agencija za privatizaciju, zbog neizmirenja obaveza raskida ugovor o privatizaciji, što ne predstavlja jedinu privatizaciju koju je država poništila sa ovom kompanijom. Bivši vlasnik je na lizing kupio šest autobusa, ali bez realnih mogućnosti da u dogledno vreme budu otplaćeni, što je preduzeću dodatno otežalo nezavidan poslovni položaj.

## Spoljašnje veze
- Opšte informacije o preduzeću[мртва веза]
- Podaci o privatizaciji Kula Transa[мртва веза]
- Ostale privatizacije u okviru Jerković grupe[мртва веза]
- Podaci sa privatizacije Архивирано на веб-сајту  (20. фебруар 2010)